# Диє

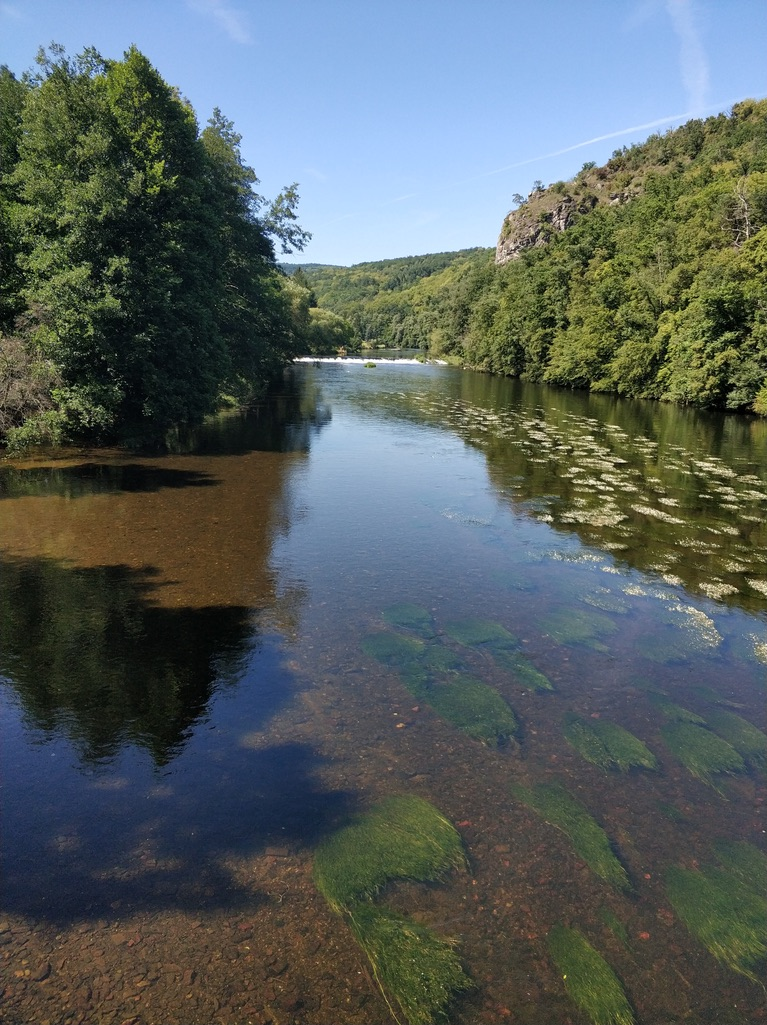
Фото річки на австрійсько-чеському кордоні

Диє або Тая (чеськ. Dyje, нім. Thaya) — річка, права притока річки Морава. Тече із заходу на схід уздовж кордону між Австрією і Чехією.
Довжина течії становить 235,4 км, а з урахуванням довшого витоку — Австрійської Диє — 311 км. Площа басейну становить 13 419 км², з яких 11 164,7 км² припадає на територію Чехії (тобто 14% площі держави). Частина течії утворює державний кордон між Чеською та Австрійською Республікою (на південний захід від Знойма в районі Гардэгґа, коротка ділянка біля Грабєтіце, західний кордон Дійського трикутника). Дійє впадає у річку Мораву на чесько-словацько-австрійському трикордонні як її найдовша притока.
Назва річки, ймовірно, походить ще з до-кельтського періоду. Індоєвропейський корінь -dheu- у значенні «текти, той що тече» в римський період був спотворений на dujas, з чого стародавні слов’яни в VII або VIII столітті утворили Дия (Dyja). Баварські колонізатори Східної марки (Австрії) у XI столітті перейняли цю назву і спотворили її на Taja.
Хроніка Косми Чеського згадує річку Дию під 1082 роком.
За межами слов’янських країн зазвичай використовується німецька назва Thaya.

## Найбільші притоки
Басейн Дийє є дуже нерівномірним, значно більше та більших приток надходить зліва.
- Moravská Dyje - ліва, довжина 68,2 км, річковий кілометр 287,0
- Rakouská Dyje - права, довжина 75,8 км, річковий кілометр 287,0
- Želetavka - ліва, річковий кілометр  190,7
- Pulkava - права, річковий кілометр 98,0
- Jevišovka - ліва, річковий кілометр 83,1
- Jihlava, Svratka - ліва, річковий кілометр 66,0
- Trkmanka - ліва, річковий кілометр 34,5
- Kyjovka - ліва, річковий кілометр 8,0